# Dancin' on the Edge
Dancin' on the Edge è il secondo album di Lita Ford, pubblicato nel 1984 per l'Etichetta discografica Mercury Records.

## Tracce
1. Gotta Let Go – 4:39 (Ford, Leib)
2. Dancin' on the Edge – 5:00 (Ford)
3. Dressed to Kill – 3:44 (Ford)
4. Hit 'N Run – 3:54 (Ford)
5. Lady Killer – 3:41 (Ford)
6. Still Waitin' – 4:20 (Ford)
7. Fire in My Heart – 3:46 (Ford)
8. Don't Let Me Down Tonight – 4:42 (Ford)
9. Run With the Money – 4:21 (Ford)

Durata totale: 38:07

## Lineup
- Lita Ford - Voce, Chitarra
- Hugh McDonald - Basso
- Randy Castillo - Batteria

### Altri musicisti
- Robbie Kondor - Sintetizzatori
- Aldo Nova - Sintetizzatori
- Jeff Lieb - Cori, Sintetizzatori